# Hermann Emminghaus

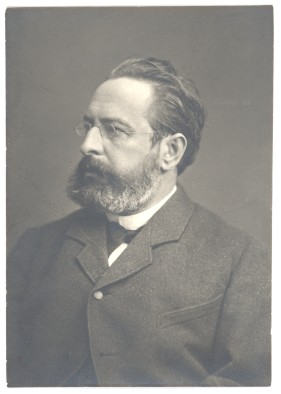
Hermann Emminghaus

Hermann Emminghaus (* 20. Mai 1845 in Weimar; † 17. Februar 1904 in Freiburg im Breisgau) war ein deutscher Psychiater und Universitätsprofessor in Dorpat und Freiburg im Breisgau. Er war ein Anhänger der naturwissenschaftlichen Medizin und gilt als Pionier der verstehenden Psychiatrie bzw. Psychopathologie sowie der Kinder- und Jugendpsychiatrie. Von ihm stammt der Begriff „Psychopathologie“.

## Leben und Wirken
Hermann Emminghaus hatte zunächst nach Beendigung seines Medizinstudiums in Göttingen, Jena, Wien und Leipzig am Physiologischen Institut der Universität Leipzig gearbeitet, bevor ihn seine Laufbahn nach Würzburg führte, wo er unter Franz von Rinecker psychiatrisch ausgebildet wurde, sich 1873 habilitierte und ab 1874 an der dortigen Universität als Dozent tätig war. Im Anschluss war er für einige Zeit klinischer Psychiater an der damaligen Irrenanstalt in Heppenheim a.d. Bergstraße, es folgte eine kurze Zwischenstation an der Universität Jena; dort erreichte ihn eine Berufung als Professor für Psychiatrie an die Universität Dorpat, damals zum Russischen Kaiserreich gehörig (heute: Tartu/Estland), wo er von 1880 bis 1886 wirkte. Zudem war er Direktor der dortigen psychiatrischen Universitätsklinik.
Wissenschaftlich hatte sich Emminghaus mit den Fragen verschiedener hirnorganischer Erkrankungen und Degenerationsprozesse auseinandergesetzt; auch hatte er sich mit allgemeiner Psychopathologie, Forensik und besonders mit den psychischen Störungen bei Kindern und Heranwachsenden beschäftigt. Seine diesbezüglichen Arbeiten finden noch heute in der Kinder- und Jugendpsychiatrie Beachtung.
Als 1886 der Lehrstuhl für Psychiatrie an der Albert-Ludwigs-Universität in Freiburg im Breisgau eingerichtet wurde, wurde Emminghaus zum Ordinarius berufen.
In Freiburg musste er sich zunächst auf seine Lehrtätigkeit beschränken, da die neue Irrenklinik (diesen Namen sollte sie erhalten und bis 1912 führen) sich noch im Bau befand und erst am 18. Mai 1887 ihren Betrieb aufnehmen konnte, danach konnte sich Emminghaus auch der klinischen Tätigkeit zuwenden.
Emminghaus führte in Freiburg als erster Ordinarius die auf naturwissenschaftlichen Medizin gegründeten Anschauungen Wilhelm Griesingers ein und war ein konsequenter Vertreter des „No restraint“ (Behandlung ohne Zwang), einer aus England stammenden Bewegung, deren Ziel es war, Zwangsmittel im klinischen Alltag der psychiatrischen Anstalt möglichst zu vermeiden. Zieht man die steten Klagen und Eingaben der Anwohner der Klinik an die Gerichte über das Geschrei und Toben der Kranken in Betracht (eine dieser Klagen auf Schließung und Verlegung der Psychiatrie wurde bis vor das Reichsgericht in Leipzig gebracht), so ist daraus abzuleiten, dass die tapferen Bemühungen Emminghaus´ kaum von tatsächlichem Erfolg gekrönt gewesen sein können.
Das Direktorat von Hermann Emminghaus war überschattet von vielerlei Problemen; zum einen musste sich der Ordinarius mit den nicht enden wollenden Klagen und Beschwerden der Klinikanrainer herumschlagen, dann wiederum mussten bauliche Nachbesserungen durchgesetzt werden, so beispielsweise der Anschluss des Krankenhauses an die städtische Wasserversorgung und die Kanalisation, die Installation von elektrischem Licht (zumindest im Mitteltrakt) und dergleichen.
Da es zu jener Zeit noch kein examiniertes Krankenpflegepersonal für psychiatrische Kliniken gab, musste man sich mit der Einstellung ungelernter Kräfte begnügen (Wärter und Wärterinnen, die dem sogenannten Oberwartpersonal unterstanden); diese Arbeit wiederum war denkbar schlecht vergütet, was, in Verbindung mit langen Dienstzeiten, dem sog. „Kostzwang“, der Verpflichtung, am Kosttisch der Anstalt teilzunehmen, und weiteren Drangsalierungen zu hoher Personalfluktuation führte.
Ab der Jahrhundertwende war die Klinik zunehmend überbelegt, was – wie der Jahresbericht 1901 beschreibt – zu erhöhter Sedativanwendung führte, außerdem musste Emminghaus weitere „Tobzellen“ einrichten lassen.
Die Wesensart des als zurückhaltend, aufrecht, gewissenhaft und gütig beschriebenen und oftmals angesichts der Misere seiner Kranken von Skrupeln gequälten Emminghaus war nicht geeignet, sich in Fragen der Verwaltung, beim Auftreten von Differenzen mit dem Wartpersonal oder den Querelen mit den Klinikanwohnern über eigene und über fremde Bedenken hinwegzusetzen, und die Vermutung liegt nahe, dass die steten Überwerfungen dieser Art für ihn zu schweren Lasten wurden, die seine Gesundheit untergruben.
1902 trat Emminghaus von seinem Posten als Ordinarius und Direktor der Irrenklinik Freiburg aus Krankheitsgründen zurück.
Ein progredientes Hirnleiden begann, ihm seine geistigen Fähigkeiten zunehmend zu rauben, worunter er in Augenblicken der Klarheit stark gelitten haben muss.
Im Jahr 1904 starb Emminghaus im 58. Lebensjahr.
Sein Nachfolger Alfred Hoche, Mitverfasser der Schrift über Die Freigabe der Vernichtung lebensunwerten Lebens (1920), hat ihm im zweiten Band des Werkes „Deutsche Irrenärzte“ 1921 einen warm empfundenen, ehrenden Nachruf geschrieben.
Die Abteilung für Kinder- und Jugendpsychiatrie des Universitätsklinikums Freiburg hat eine Station nach seinem Namen benannt und ehrt ihn auf diese Weise bis heute.

## Werke
- Über hysterisches Irresein: Ein Beitrag zur Pathogenese der Geisteskrankheiten. Dissertationsschrift, Universität Jena 1870.
- Über den Werth des klinischen Unterrichts in der Psychiatrie. Verlag Schnakenburg, Dorpat 1881.
- Die psychischen Störungen des Kindesalters. In: C. Gebhardt (Hrsg.): Handbuch der Kinderkrankheiten. Bd. VIII (Nachtrag II, S. 1–293), Verlag Laupp, Tübingen 1887. (Digitalisat)
- Allgemeine Psychopathologie zur Einführung in das Studium der Geistesstörungen. F. C. W. Vogel, Leipzig 1878 (Digitalisat)